# Cohors III Alpinorum
Die Cohors III Alpinorum [equitata] [Antoniniana] (deutsch 3. Kohorte der Alpenbewohner [teilberitten] [die Antoninianische]) war eine römische Auxiliareinheit. Sie ist durch ein Militärdiplom, Inschriften und Ziegelstempel belegt. In einigen Inschriften wird sie als Cohors III Alpina bezeichnet.

## Namensbestandteile
- Cohors: Die Kohorte war eine Infanterieeinheit der Auxiliartruppen in der römischen Armee.

- III: Die römische Zahl steht für die Ordnungszahl die dritte (lateinisch tertia). Daher wird der Name dieser Militäreinheit als Cohors tertia .. ausgesprochen.

- Alpinorum: der Alpenbewohner. Die Soldaten der Kohorte wurden bei Aufstellung der Einheit aus den Volksstämmen rekrutiert, die in den Alpen rings um die röm. Provinz Gallia cisalpina siedelten.[1]

- pia fidelis: loyal und treu. Der Zusatz kommt in dem Ziegelstempel (CIL 3, 04665b) vor.

- equitata: teilberitten. Die Einheit war ein gemischter Verband aus Infanterie und Kavallerie.

- Antoniniana: die Antoninianische. Eine Ehrenbezeichnung, die sich auf Caracalla (211–217) oder auf Elagabal (218–222) bezieht. Der Zusatz kommt in der Inschrift (AE 1979, 448) vor.

Da es keine Hinweise auf den Namenszusatz milliaria (1000 Mann) gibt, war die Einheit eine Cohors (quingenaria) equitata. Die Sollstärke der Kohorte lag bei 600 Mann (480 Mann Infanterie und 120 Reiter), bestehend aus 6 Centurien Infanterie mit jeweils 80 Mann sowie 4 Turmae Kavallerie mit jeweils 30 Reitern.

## Geschichte
Die Kohorte war in den Provinzen Dalmatia und Pannonia (in dieser Reihenfolge) stationiert. Sie ist auf einem Militärdiplom für das Jahr 94 n. Chr. aufgeführt.
Die Einheit war im 1. und 2. Jh. in der Provinz Dalmatia stationiert, wo Inschriften und Ziegelstempel an verschiedenen Orten gefunden wurden. Durch ein Diplom ist sie 94 in der Provinz belegt. Gegen Ende des 2. oder Anfang des 3. Jh. wurde die Kohorte in die Provinz Pannonia verlegt.
Letztmals erwähnt wird die Einheit in der Notitia dignitatum mit der Bezeichnung Cohors tertia Alpinorum für den Standort Siscia. Sie war unter der Leitung eines Tribuns Teil der Truppen, die dem Oberkommando des Dux Pannoniae secundae ripariensis et Saviae unterstanden.

## Standorte
Standorte in Dalmatia waren möglicherweise:
- Andetrium (Muć): Die Inschriften (AE 1899, 158, CIL 3, 2746) wurden hier gefunden.
- Bigeste (Ljubuški): Mehrere Inschriften wurden hier gefunden.
- Burnum: Die Inschrift (CIL 3, 9907) wurden hier gefunden.
- Salona (Solin): Zahlreiche Inschriften wurden hier gefunden.

Standorte in Pannonia waren möglicherweise:
- Ad Novas
- Quadrata (Lébény): Ziegel mit dem Stempel COH III AP E wurden hier gefunden.
- Siscia: Die Einheit wird in der Notitia dignitatum für diesen Standort aufgeführt.

Ziegel mit dem Stempel COH III ALP und COH III A P F wurden an weiteren Orten in Pannonia gefunden.

## Angehörige der Kohorte
Folgende Angehörige der Kohorte sind bekannt.

### Kommandeure
| - [] [Aur]elius Pro[culus], ein Präfekt (AE 1969/70, 151) - [] Marcellus, ein Präfekt (CIL 9, 2564) - Gaius Vibius Maximus: er wird auf dem Diplom von 94 als Kommandeur genannt. | - Ti(berius) Cl(audius) Subatianus Proculus, ein Präfekt (AE 1911, 107). Er war auch Präfekt der Ala Constantium und Tribun der Cohors VI Civium Romanorum. - Vibius Vibianus (AE 1979, 448) |

### Sonstige
| - [?], ein Decurio (CIL 3, 8739) - [?], ein Reiter (AE 1950, 110) - []lius, ein Bucinator (AE 1900, 47) - Aurelius Maximus, ein Soldat (CIL 3, 2748) - [Au]rel(ius) Ve[r]us, ein Decurio (AE 1975, 677) - Betulo, ein Soldat (AE 1950, 109) - Blaesius, ein Reiter (AE 1983, 650) - Caenius, ein Reiter (ILJug-03, 01922) - C(aius) Valerius Marcellinus, ein Reiter (CIL 3, 2058) - Gaius Valerius Proculus, ein Reiter - Cassius, ein Tesserarius (AE 1899, 158) - G(aius) Baebidius Marcellus, ein Soldat (CIL 3, 2012) - Iulianus, ein Centurio (AE 1900, 47) - L(ucius), ein Optio (CIL 3, 8491) - L(ucius) Attius Restutus, ein Reiter (CIL 3, 13906) - [Ma]rcellus, ein Veteran (ILJug-02, 00653) - Marcellus Iess(), ein Centurio (ILJug-02, 00681) | - M(arcus) Avilius Nummius, ein Centurio (CIL 3, 1810) - M(arcus) Iunius Fadenus, ein Decurio (CIL 3, 2759) - M(arcus) Valerius Donicus, ein Centurio (CIL 3, 2746) - Nunisianus, ein Centurio (AE 1899, 158) - [P]ompeius [Fro]ntinianus (CIL 3, 14698) - P(ublius) Domitius Potens, ein Veteran (CIL 3, 2003) - Primus, ein Soldat und Tubicen (CIL 3, 8491) - Sep(timius) []dus, ein Soldat (ILJug-02, 00681) - Ti(berius) Claudius Ligomarus, ein Reiter (CIL 3, 14632) - T(itus) Fl(avius) Pompeius, ein Centurio (AE 1979, 448) - Tullius, ein Veteran (CIL 3, 8491) - Valerius, ein Signifer (AE 1950, 109) - Vanaius, ein Reiter (CIL 3, 8495) - Venetus, ein Fußsoldat: das Diplom von 94 wurde für ihn ausgestellt. - Verus, ein Soldat (CIL 3, 9907) - Vic[], ein Soldat (CIL 3, 12905) |